# Williams FW07
El Williams FW07 fue un monoplaza de Fórmula 1 diseñado por Patrick Head, Frank Dernie y Neil Oatley para la temporada 1979. Se basó estrechamente en el Lotus 79, incluso se desarrolló en el mismo túnel de viento en el Imperial College de Londres. Algunos observadores, entre ellos Lotus, sintieron que el FW07 era poco más que un Lotus 79 rediseñado. El coche era pequeño, simple y extremadamente ligero, propulsado por el omnipresente Ford Cosworth DFV. Tenía líneas muy limpias y parecía ser un fuerte rival para la nueva temporada, pero los problemas de fiabilidad iniciales frenaron cualquier amenaza seria para el título. Si bien no fue el primero en utilizar los efectos de suelo en la Fórmula 1, un honor que pertenece a Colin Chapman y al Lotus 78 (el predecesor del Lotus 79).

## Historia

### 1979

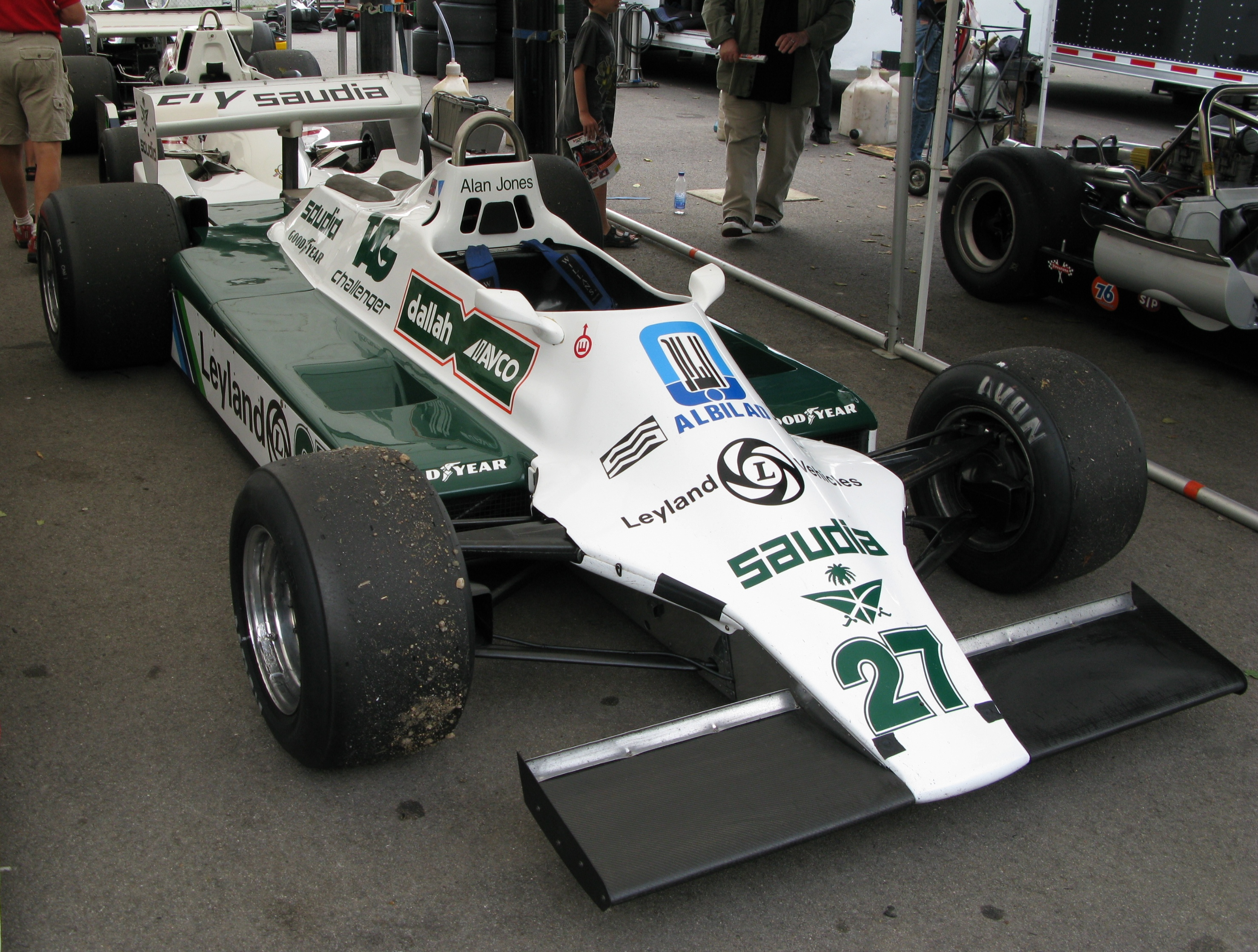
El Williams FW07 de 1979.

El monoplaza hizo su debut en parte a través de la temporada 1979, y sirvió para hacer al equipo Williams un contendiente por quizás la primera vez. Fue conducido por Alan Jones y Clay Regazzoni, quienes se llevaron la primera victoria del equipo británico en el Gran Premio de Gran Bretaña de ese año, antes de que el australiano aumentara y ganara 4 de las siguientes 5 carreras con el ágil auto. Aunque perdieron ante Ferrari el campeonato, Williams se había establecido como el equipo a vencer en 1980.

### 1980

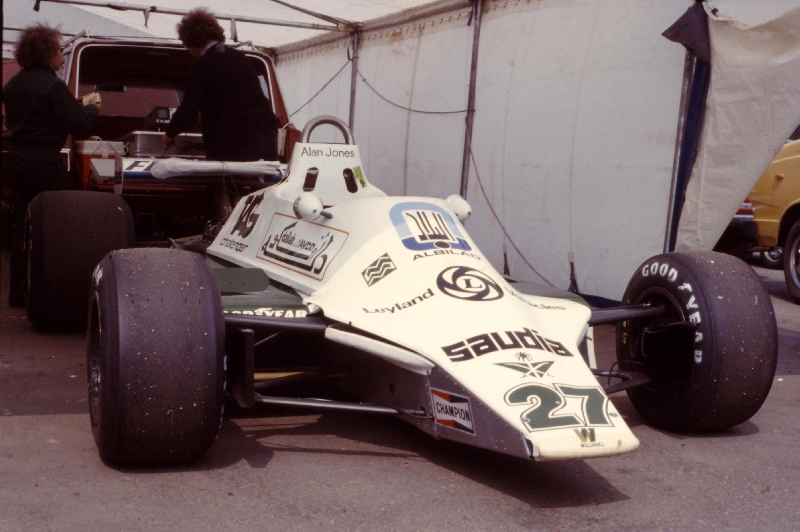
El Williams FW07B de 1980.

El FW07 se convirtió en FW07B en 1980, y Regazzoni fue reemplazado por Carlos Reutemann. Si bien este último y el otro piloto, Alan Jones, formaron una asociación exitosa, no se sentían cómodos entre sí. Ambos controladores desarrollaron el FW07 aún más, trabajando especialmente en la configuración y el fortalecimiento de la suspensión. El coche ahora era tan eficiente en la creación de carga aerodinámica de su diseño de efecto de suelo que las alas delanteras eran innecesarias. El australiano ganó cinco carreras en Argentina, Francia, Gran Bretaña, Canadá y Estados Unidos para ganar su único campeonato mundial, mientras que el argentino ganó en una carrera mojada en Mónaco. Williams también ganó su primer Campeonato de Constructores. El principal desafío para el FW07 vino de Nelson Piquet en el BT49 del equipo Brabham.

### 1981
El FW07B se convirtió en el FW07C en 1981, y esta vez fue Reutemann quien desafió a Piquet por el campeonato, por poco se perdió en la carrera final, pero Williams se llevó a casa el campeonato de constructores después de cuatro victorias más. Se hizo más trabajo para la suspensión, especialmente después de que la FIA prohibiera las faldas móviles necesarias para el efecto de suelo efectivo. Los sistemas de suspensión hidráulica fueron desarrollados por Jones, que odiaba la suspensión de roca dura. Durante una sesión de prueba de invierno en el Circuito Paul Ricard en el sur de Francia, le sugirió a Frank Williams que para compensar el duro viaje y los golpes que recibe el conductor mientras conduce, "puso la suspensión en el asiento", lo que Frank pensó que era una buena idea. Sin embargo, él respondió que Jones debería sentarse en su billetera. "Sí", arrastró el duro australiano, "¡entonces dame algo para ponerlo!". Jones abandonó temporalmente la Fórmula 1 debido al viaje extremadamente desagradable que le dio el FW07C, y luego describió que conducir el auto "destrozó las partes internas".

### 1982
Después de que se retirara el australiano, Williams se enfrentó a Keke Rosberg en 1982. Su manejo inestable parecía adecuarse al FW07, que aunque ahora tenía tres años, todavía era competitivo. Después de 15 victorias, 300 puntos, un título de pilotos y dos constructores, el FW07 fue reemplazado por el FW08 de ingeniería similar desde principios de 1982.

## Resultados

### Fórmula 1
(Clave) (negrita indica pole position) (cursiva indica vuelta rápida)

| Año  | Equipo                       | Chasis     | Motor             | Neu. | Pilotos           | 1   | 2   | 3   | 4   | 5   | 6   | 7   | 8   | 9   | 10  | 11  | 12  | 13  | 14  | 15  | 16  | Puntos | Pos. |
| ---- | ---------------------------- | ---------- | ----------------- | ---- | ----------------- | --- | --- | --- | --- | --- | --- | --- | --- | --- | --- | --- | --- | --- | --- | --- | --- | ------ | ---- |
| 1979 | Albilad-Saudia Racing Team   | FW07       | Ford Cosworth DFV | G    |                   | ARG | BRA | RSA | USW | ESP | BEL | MON | FRA | GBR | GER | AUT | NED | ITA | CAN | USA |     | 75*    | 2.º  |
| 1979 | Albilad-Saudia Racing Team   | FW07       | Ford Cosworth DFV | G    | Alan Jones        |     |     |     |     | Ret | Ret | Ret | 4   | Ret | 1   | 1   | 1   | 9   | 1   | Ret |     | 75*    | 2.º  |
| 1979 | Albilad-Saudia Racing Team   | FW07       | Ford Cosworth DFV | G    | Clay Regazzoni    |     |     |     |     | Ret | Ret | 2   | 6   | 1   | 2   | 5   | Ret | 3   | 3   | Ret |     | 75*    | 2.º  |
| 1980 | Albilad-Saudia Racing Team   | FW07 FW07B | Ford Cosworth DFV | G    |                   | ARG | BRA | RSA | USW | BEL | MON | FRA | GBR | GER | AUT | NED | ITA | CAN | USA |     |     | 120    | 1.º  |
| 1980 | Albilad-Saudia Racing Team   | FW07 FW07B | Ford Cosworth DFV | G    | Alan Jones        | 1   | 3   | Ret | Ret | 2   | Ret | 1   | 1   | 3   | 2   | 11  | 2   | 1   | 1   |     |     | 120    | 1.º  |
| 1980 | Albilad-Saudia Racing Team   | FW07 FW07B | Ford Cosworth DFV | G    | Carlos Reutemann  | Ret | Ret | 5   | Ret | 3   | 1   | 6   | 3   | 2   | 3   | 4   | 3   | 2   | 2   |     |     | 120    | 1.º  |
| 1980 | RAM Penthouse Rizla Racing   | FW07 FW07B | Ford Cosworth DFV | G    | Rupert Keegan     |     |     |     |     |     |     |     | 11  | DNQ | 15  | DNQ | 11  | DNQ | 9   |     |     | 120    | 1.º  |
| 1980 | RAM Rainbow Jeans Racing     | FW07B      | Ford Cosworth DFV | G    | Kevin Cogan       |     |     |     |     |     |     |     |     |     |     |     |     | DNQ |     |     |     | 120    | 1.º  |
| 1980 | RAM Rainbow Jeans Racing     | FW07B      | Ford Cosworth DFV | G    | Geoff Lees        |     |     |     |     |     |     |     |     |     |     |     |     |     | DNQ |     |     | 120    | 1.º  |
| 1980 | Brands Hatch Racing          | FW07       | Ford Cosworth DFV | G    | Desiré Wilson     |     |     |     |     |     |     |     | DNQ |     |     |     |     |     |     |     |     | 120    | 1.º  |
| 1981 | TAG Williams Racing Team     | FW07C      | Ford Cosworth DFV | M G  |                   | USW | BRA | ARG | SMR | BEL | MON | ESP | FRA | GBR | GER | AUT | NED | ITA | CAN | LVG |     | 95     | 1.º  |
| 1981 | TAG Williams Racing Team     | FW07C      | Ford Cosworth DFV | M G  | Alan Jones        | 1   | 2   | 4   | 12  | Ret | 2   | 7   | 17  | Ret | 11  | 4   | 3   | 2   | Ret | 1   |     | 95     | 1.º  |
| 1981 | Albilad Williams Racing Team | FW07C      | Ford Cosworth DFV | M G  | Carlos Reutemann  | 2   | 1   | 2   | 3   | 1   | Ret | 4   | 10  | 2   | Ret | 5   | Ret | 3   | 10  | 8   |     | 95     | 1.º  |
| 1981 | Equipe Banco Occidental      | FW07       | Ford Cosworth DFV | M    | Emilio de Villota |     |     |     |     |     |     | EX  |     |     |     |     |     |     |     |     |     | 95     | 1.º  |
| 1982 | TAG Williams Racing Team     | FW07C      | Ford Cosworth DFV | G    |                   | RSA | BRA | USW | SMR | BEL | MON | USE | CAN | NED | GBR | FRA | GER | AUT | SUI | ITA | LVG | 58*    | 4.º  |
| 1982 | TAG Williams Racing Team     | FW07C      | Ford Cosworth DFV | G    | Carlos Reutemann  | 2   | Ret |     |     |     |     |     |     |     |     |     |     |     |     |     |     | 58*    | 4.º  |
| 1982 | TAG Williams Racing Team     | FW07C      | Ford Cosworth DFV | G    | Keke Rosberg      | 5   | DSQ | 2   |     |     |     |     |     |     |     |     |     |     |     |     |     | 58*    | 4.º  |
| 1982 | TAG Williams Racing Team     | FW07C      | Ford Cosworth DFV | G    | Mario Andretti    |     |     | Ret |     |     |     |     |     |     |     |     |     |     |     |     |     | 58*    | 4.º  |

- *4 puntos obtenidos en 1979 con el FW06.
- *44 puntos obtenidos en 1982 con el FW08.
- [1]